# Guerra social (220-217 a. C.)

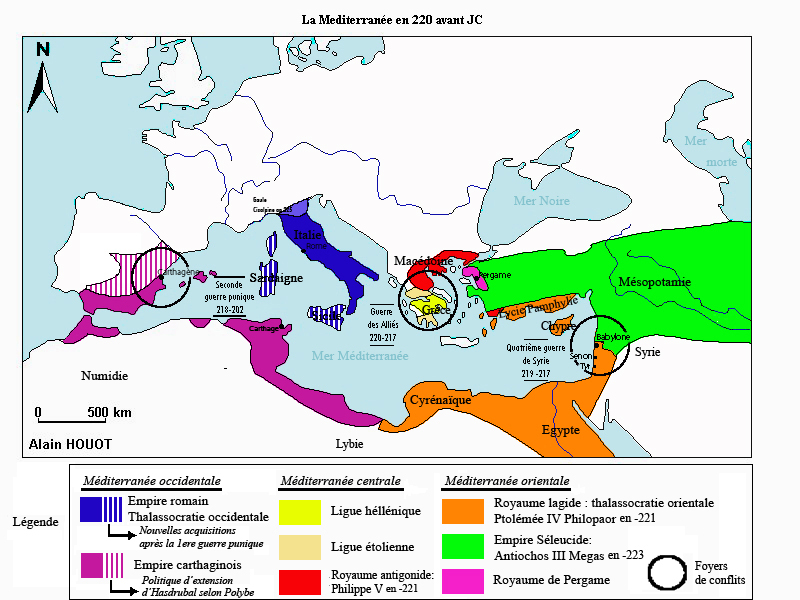
Referencia de donde ocurrió la guerra social o guerra de los Aliados.

La guerra social o guerra de los Aliados fue un conflicto que puso de un lado a la Liga Aquea y el reino de Macedonia, y por otro lado a la Liga Etolia, Esparta y Elis.

## Contexto
En 224/3 a. C. el rey Antígono Dosón había fundado junto con la Liga Aquea y otros estados griegos una alianza militar llamada la "Liga Helénica", que había triunfado sobre Esparta en 222, conduciendo a la supremacía de la Liga Aquea en el Peloponeso. 
La Liga Etolia, un rival de este último, estaba aliado con las ciudades de Elis y Mesenia, que comenzaron a acercarse a los aqueos. Para contrarrestar estos movimientos, los etolios habían enviado tropas al Peloponeso en 221, haciendo una declaración de guerra a la Liga Aquea en 220 por la entrada de Mesenia en la alianza aquea. El ejército aqueo fue derrotado en Cinuria de Arcadia, y tuvieron que apelar a su aliado el rey de Macedonia Filipo V, el sucesor de Antígono: la guerra se decidió en una asamblea general de la alianza celebrado en Corinto. Uno de los objetivos declarados de la guerra fue también restar la influencia etolia sobre el santuario de Delfos.
Además de unos pocos estados que permanecieron neutrales como Atenas, toda Grecia estaba preocupada por el conflicto, Esparta finalmente se unió al bando etolio, mientras que las ciudades cretenses se dividieron (guerra de Lictos).

## Enfrentamientos
Las operaciones militares fueron violentas y destructivas. En el Peloponeso, los etolios aliados con los espartanos y los eleos causaron estragos en los territorios bajo la Liga Aquea. En la Grecia Central, en Epiro y en Macedonia, los santuarios de Dodona y Díon fueron saqueados por los etolios, mientras que Filipo saqueó la capital etolia Termo en 218 a. C..
Filipo V participó efectivamente en el Peloponeso después del final de la guerra en Iliria en 219 a. C.. 
En el verano de 217 obtuvo una victoria sobre los etolios al capturar la fortaleza de Tebas de Ftiótide. Preocupado por la situación en Iliria, Filipo ofreció la paz a los etolios.

## Paz de Naupacto
Las negociaciones se hicieron sobre la base del statu quo, cada uno conservando sus adquisiciones, los etolios habían perdido algunas fortalezas pero conservó su influencia en Delfos. Esta paz no fue satisfactoria para ninguna de las partes y constituyó en realidad una tregua.
Liberado del frente etolio, Filipo V pudo acudir a Iliria, que dio como resultado la primera guerra macedónica.